# Alþingishúsið
Alþingishúsið [ˈalθiɲcɪsˌhuːsɪð]IPA je budova v Reykjavíku, sídlo islandského parlamentu. Byla postavena v 80. letech 19. století podle plánů Ferdinanda Meldahla. Hlavním stavebním materiálem je opracovaný dolerit.
V budově sídlila Islandská národní knihovna, Národní galerie Islandu a Islandská univerzita užívala mezi lety 1911 a 1940 první patro. Až do roku 1973 zde úřadoval islandský prezident. Dnes je v budově konferenční místnost, několik salónků pro vysoké zaměstnance parlamentu a úřadovny poslanců. Většina parlamentních sekretariátů je roztroušena v okolních budovách. Byly vypracovány plány stavby nové budovy, kde budou sídlit úřady a konferenční místnosti. Měla by stát západně od Alþingishúsið, kde je nyní parkoviště. Několik menších budov, které nyní parlament využívá, by mělo být začleněno do plánované stavby.